# Помпона

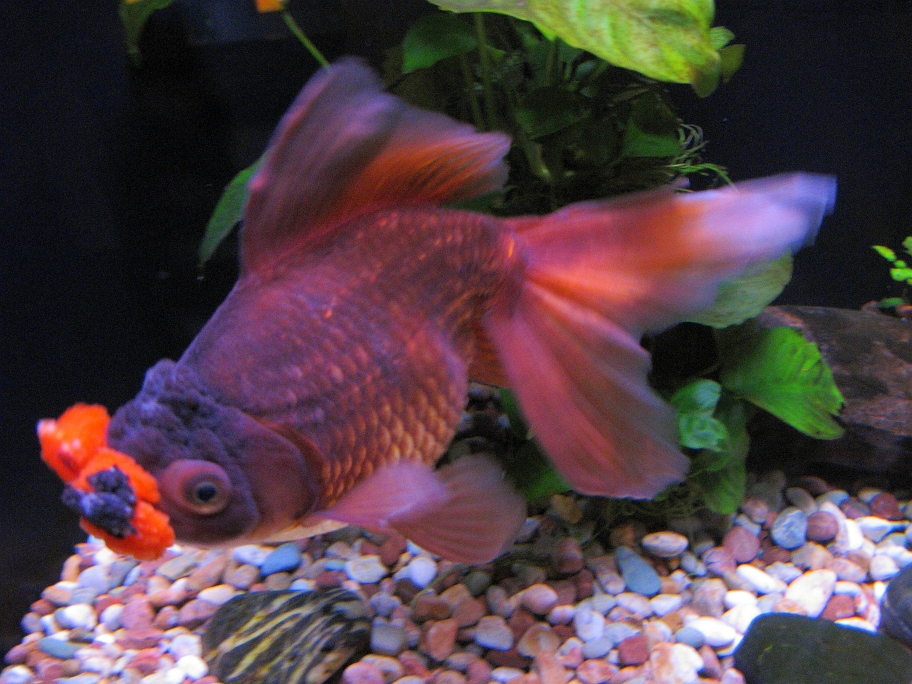
Золотая рыбка «Помпона»

Помпо́на, или помпо́н (также ханафуса, ханафуза), — одна из искусственно культивированных разновидностей аквариумной золотой рыбки (Carassius gibelio forma auratus). Отличительная особенность — два рыхлых мясистых нароста, напоминающих помпоны, которые развились из кожистых клапанов у носовых перегородок по обеим сторонам головы.

## Этимология
Порода золотой рыбки получила своё название за своеобразные выросты на передней части головы в виде помпонов.

## Описание
Длина — до 16 см. Формой напоминает ранчу и красную голландскую львиноголовку. Тело округлое. Спина низкая. Наросты по обеим сторонам рта в виде пушистых комочков размером около 10 мм, иногда один комочек на носу, голубого, красного или белого цвета. Спинной плавник отсутствует, анальный и хвостовой раздвоенные.

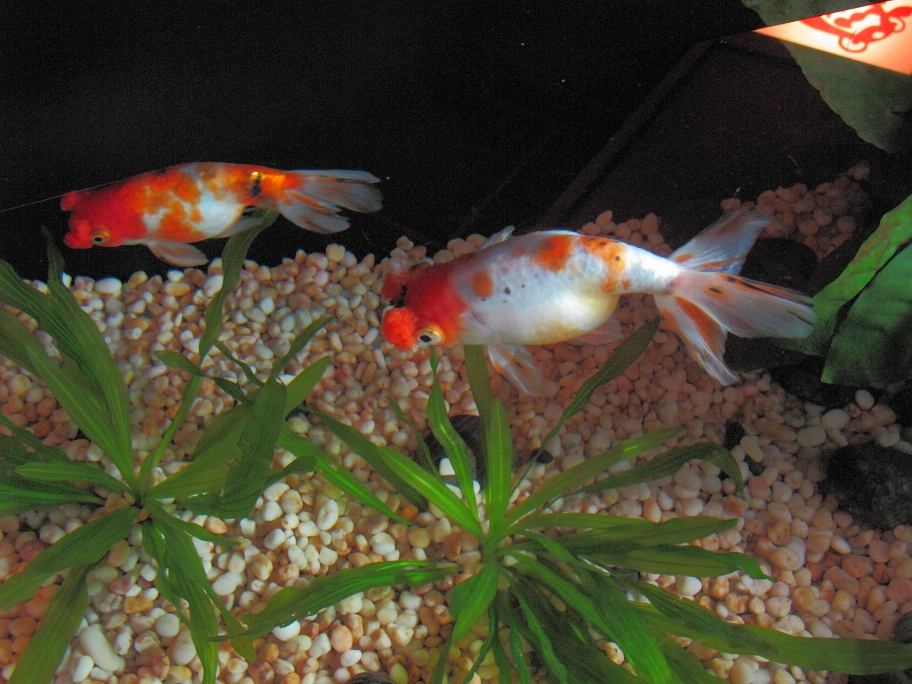
Пара золотых рыбок-помпон